# Lưu Mẫn (Tam Quốc)
Lưu Mẫn (chữ Hán: 劉敏; ?-?), tự không rõ, quê ở huyện Tuyền Lăng, quận Linh Lăng, Kinh châu (nay là Linh Lăng, thành phố Vĩnh Châu, Hồ Nam), quan viên Quý Hán thời Tam Quốc.

## Thân thế
Gia tộc của Lưu Mẫn vốn ở quận Bành Thành, Từ châu. Đến thời cụ của Lưu Mẫn là Lưu Xước (劉綽) đảm nhiệm chức quận trưởng quận Linh Lăng, cả gia tộc mới di chuyển đến Linh Lăng. Ông nội của Lưu Mẫn là Lưu Ưu (劉優), được cử hiếu liêm, giữ chức Thượng thư Hữu phó xạ dưới triều Hán Hiến Đế. Lưu Mẫn cùng danh sĩ cùng quận là Tưởng Uyển kết làm thông gia.

## Phụ tá Thục Hán
Lưu Mẫn cùng Tưởng Uyển thời trẻ nổi tiếng trong quận, được cử hiếu liêm, cùng Tưởng Uyển tùy tùng Lưu Bị. Đến đầu những năm niên hiệu Kiến Hưng nhà Quý Hán (223-237), Lưu Mẫn giữ chức Thị ngự sử, lấy phát hiện cùng đôn đốc mà được nhiều quan chức trong triều tán thưởng. Sau đó chuyển chức Hữu hộ quân kiêm Thiên tướng quân.
Năm 231, bởi sự tắc trách của Lý Nghiêm trong quá trình vận chuyển lương thảo, dẫn tới Bắc phạt thất bại, Lưu Mẫn cùng nhiều quan quân trong quân đội Bắc phạt theo Gia Cát Lượng dâng thư yêu cầu bãi miễn Nghiêm.

## Đại thắng Hưng Thế
Năm 243, Vương Bình trở thành Đô đốc Hán Trung, Lưu Mẫn được phong Đô đốc Tả hộ quân, hiệu Dương Uy tướng quân, điều tới trợ giúp Vương Bình. Tháng hai cùng năm, Đại tướng quân nước Ngụy là Tào Sảng dẫn 10 vạn quân đội tiến công vùng Hán - Xuyên. Khi đó, quân đội Quý Hán chỉ có khoảng 3 vạn người. Quân tiên phong của Ngụy khi đó đã tiến tới Lạc Cốc. Nhiều tướng lĩnh lo sợ quân số hai bên chênh lệch quá lớn, đề nghị chỉ thủ vững thành trì, còn lại để mặc cho quân Ngụy tiến vào, nhằm kéo dài thời gian, khi đó quân Ngụy sẽ tự rút.
Tuy nhiên, Lưu Mẫn nhận thấy rằng hiện tại dân chúng chưa sơ tán, lương thực chưa kịp thu hoạch, nếu để quân địch tiến vào nội địa thì sẽ vô cùng nguy hại. Vương Bình nghe theo ý kiến của Lưu Mẫn, cho rằng kế hoạch trên không thể thi hành. Thay vào đó, Vương Bình phái Lưu Mẫn cùng Đỗ Kỳ (杜祺) đem quân đóng ở núi Hưng Thế, cắm cờ hiệu nghi binh, chờ lúc quân Ngụy tấn công thành Hoàng Kim, bản thân Vương Bình dẫn quân tới đối kháng, kéo dài thời gian.
Kế hoạch thành công, Lưu Mẫn chiếm được núi, bố trí cắm cờ hơn trăm dặm để nghi binh, quân chi viện của Phí Y từ huyện Phù và Thành Đô kịp tới, khiến Tào Sảng bất lực rút quân. Nhờ công lao trong chiến dịch này mà Lưu Mẫn thụ tước Vân đình hầu.

## Cuối đời
Sau trận Hưng Thế, Lưu Mẫn chuyển sang giữ chức Trung thư Thị lang, rồi thái thú Thục quận. Sau đó không còn ghi chép.

## TrongTam quốc diễn nghĩa
Lưu Mẫn là một nhân vật nhỏ trong Tam quốc diễn nghĩa, xuất hiện tại hồi 91, giữ chức Hữu hộ quân, theo Gia Cát Lượng Bắc phạt.